# Ryan Flournoy
Ryan Flournoy (Hazel Crest, 27 ottobre 1999) è un giocatore di football americano statunitense che milita nel ruolo di wide receiver per i Dallas Cowboys della National Football League (NFL).

## Carriera universitaria
Flournoy passò la sua prima stagione a Central Missouri nel 2018 come redshirt, potendo cioè allenarsi con la squadra ma non scendere in campo. Saltò l’inizio della sua seconda stagione per infortunio e dopo il ritorno chiuse con 17 ricezioni per 170 yard, venendo rallentato dalla parziale rottura del legamento crociato anteriore. La stagione 2020 fu cancellata a causa della pandemia di COVID-19, dopo di Flournoy si trasferì all’Iowa Western Community College nel 2021. Nell’unica stagione con la squadra fu il suo miglior ricevitore con 32 ricezioni per 545 yard e 5 touchdown, contribuendo al raggiungimento della finale nazionale degli junior college, in cui segnò entrambi i touchdown della sua squadra nella sconfitta per 31–13.
Nel 2022 Flournoy passò ai Southeast Missouri State Redhawks. Lì nella sua prima stagione fu nominato capitano e fece registrare 61 ricezioni per 984 e 7 touchdown, venendo inserito nella formazione ideale della Ohio Valley Conference (OVC). Nel 2023 fu nuovamente inserito nella formazione ideale della conference dopo avere fatto registrare 57 ricezioni per 839 yard e 6 touchdown. Fu invitato all’ Hula Bowl, all’East–West Shrine Bowl, al Senior Bowl e alla NFL Scouting Combine. Al Senior Bowl fu uno dei pochi giocatori della FCS e il primo giocatore da Southeast Missouri State selezionato dal 1998.

## Carriera professionistica

### Dallas Cowboys
Flournoy fu scelto dai Dallas Cowboys nel corso del sesto giro (216º assoluto) del Draft NFL 2024. Nella sua prima stagione disputò 11 partite, di cui una come titolare, con 10 ricezioni per 102 yard.